# Рамон Естевез
Рамон Естевез (енгл. Ramon Luis Estevez; Њујорк, 7. август 1963), познат и као Рамон Шин, амерички је глумац и режисер који води Estevez Sheen Productions.

## Биографија

### Детињство и младост
Рамон Естевез је рођен 7. август 1963. године у Њујорку као друго од четворо деце глумца Мартина Шина и уметнице Џенет Темплтон. Његова браћа и сестре су глумци Емилио Естевез, Чарли Шин, и Рене Естевез. Његов отац је ирског и шпанског порекла.

### Глумачка каријера
Естевез је током своје каријере глумио у већем броју филмова, укључујући That Was Then... This Is Now (1985) и Cadence (1990). У потоњем филму је играо улизицу и беспоговорног десетара паланачког заповедника чете. Естевез је филму био маскиран у смешног чувара који је носио наочаре и „свој шешир већину времена” како би спречио да буде препознат као брат Чарлија Шина.
Естевез се 1992. године појавио у филму The Last P.O.W.? The Bobby Garwood Story.
Појавио се у видео споту Џенет Џексон из 1993. године за песму That's the way love goes где је плесао и певао пратеће вокале. Појавио се и у видео снимку бенда Diamond Rio из 1996. за песму It's All in Your Head, а писао је и песме за овај бенд. Представе у којима је Естевез глумио укључују позоришну вечеру Барта Рејнолдса из 1982. године под називом Лет изнад кукавичјег гнезда (енгл. One Flew Over the Cuckoo's Nest).

### Каријера режисера и продуцента
Естевез је укључен у продукцију филмова партнерске компаније Варнер Броса под називом Естевез Шин Продакшонс (енгл. Estevez Sheen Productions), чији назив представља комбинацију њихових стварних и сценских имена. Компанија за продукцију је смештена у Лос Анђелесу у Калифорнији.
Естевез се 2010. године обратио Мајклу Ричију поводом извођења представе The Subject Was Roses на форуму Марк Тејпер у име продукцијске куће Естевез коју води Мартин Шин, а која носи назив Естевез Шин Продакшонс. Мартин Шин је још на Бродвеју 1964. године изводио ову представу, када је тумачио лик Тимија, па је желео да поново глуми у истој, овог пута у улози Џона, Тимијевог оца. У сарадњи са Ричијем и Шином, Естевез је договорио да Брајан Герати игра улогу са Нилом Пепеом као режисером. Представа је премијерно изведена 21. фебруара 2010. године, а извођењу је присуствовао и сам Естевез. Компанија Естевез Шин Продакшонс је 2011. године имала представу The Way са Џејмсом Несбитом коју је написао и режирао Емилио Естевез, а у којој је глумио Мартин Шин.
Од 2012. године, Естевез копродуцира серију Без љутње, молим (енгл. Anger Management) са својим братом Чарлијем Шином, а која се приказује на FX-у.

## Филмографија
Филм
| - The Dead Zone (1983) - That Was Then... This Is Now (1985) - A State of Emergency (1986) - Turnaround (1987) - Fall of the Eagles (1989) - Beverly Hills Brats (1989) - Esmeralda Bay (1989) | - A Man of Passion (1989) - Cadence (1990) - Alligator II: The Mutation (1991) - Sandman (1993) - The Expert (1995) - Shadow Conspiracy (1997) |

Телевизија
| - In the Custody of Strangers (1982) - The Fourth Wise Man (1985) - Jesse Hawkes (1 episode, 1989) - Zorro (2 episodes, 1990–1991) | - Revealed with Jules Asner (1 episode, 2002) - The West Wing (1 episode, 2003) - The Dame Edna Treatment (1 episode, 2007) - Anger Management (Co-Producer with Charlie Sheen, 2012) |